# Odontomantis foveafrons
Odontomantis foveafrons är en bönsyrseart som beskrevs av Zhang 1985. Odontomantis foveafrons ingår i släktet Odontomantis och familjen Hymenopodidae. Inga underarter finns listade i Catalogue of Life.